# Estupa Dhamek
La estupa Dhamek (también trascrito como Dhamekh y Dhamekha) es una enorme estupa de la India erigida en Sarnath, a 13 km de Varanasi (Benarés), en el estado de Uttar Pradesh.

## Historia
Una de las primeras estupas fue construida en Mohenjo-Daro en algún momento entre los años 150 y 500. La estupa Dhamek fue construida en el año 500 para reemplazar a una edificación anterior encargada por el gran rey maurya Ashoka en el año 249 a. C., junto con varios otros monumentos, para conmemorar las actividades de Buda en esta ubicación. Las estupas originaron montículos circulares rodeados por grandes piedras. El rey Ashoka construyó estupas para consagrar pequeñas piezas de hueso calcinado y otras reliquias de Buda y sus discípulos. Un pilar de Ashoka con un edicto grabado en él se colocó cerca del sitio.
La estupa Dhamek se realizó para marcar el lugar de un parque de ciervos (Rishipattana) donde Buda dio su primer sermón a sus cinco discípulos después de alcanzar la iluminación, «revelando su óctuple sendero que conduce a nirvana». La estupa se amplió en seis ocasiones, pero la parte superior está aún sin terminar. Durante su visita a Sarnath en 640, Xuanzang grabados que la colonia tenía más de 1500 sacerdotes y la estupa principal tenía cerca de 91 metros de altura.

## Descripción
En su forma actual, la estupa es un cilindro sólido de ladrillo y piedra alcanzando una altura de 43,6 metros y con un diámetro de 28 metros. Es la edificación más masiva en Sarnath. El sótano parece haber sobrevivido a partir de la edificación de Ashoka: el paramento de piedra está cincelado y las pantallas delicadas esculturas florales de origen Gupta. La pared está cubierta con figuras exquisitamente talladas de seres humanos y aves, así como inscripciones en la escritura Brāhmī.

## Galería

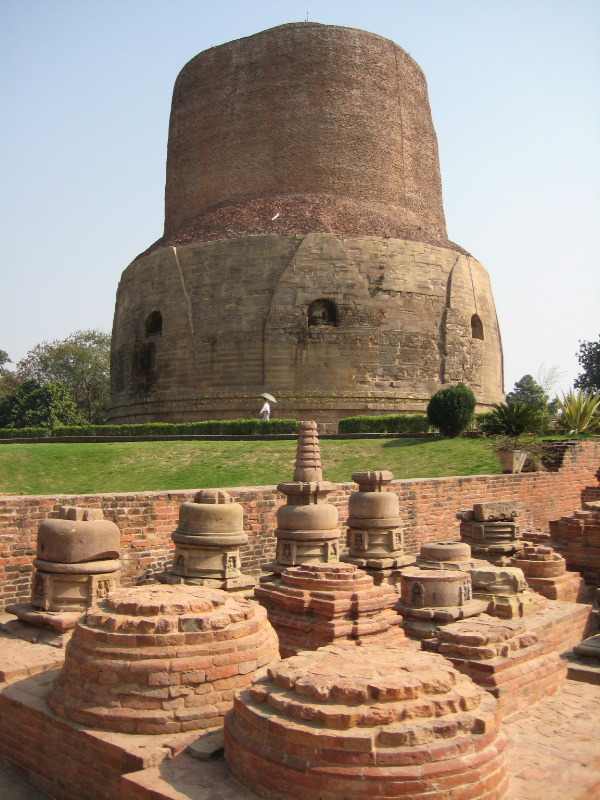
Vista de la estupa
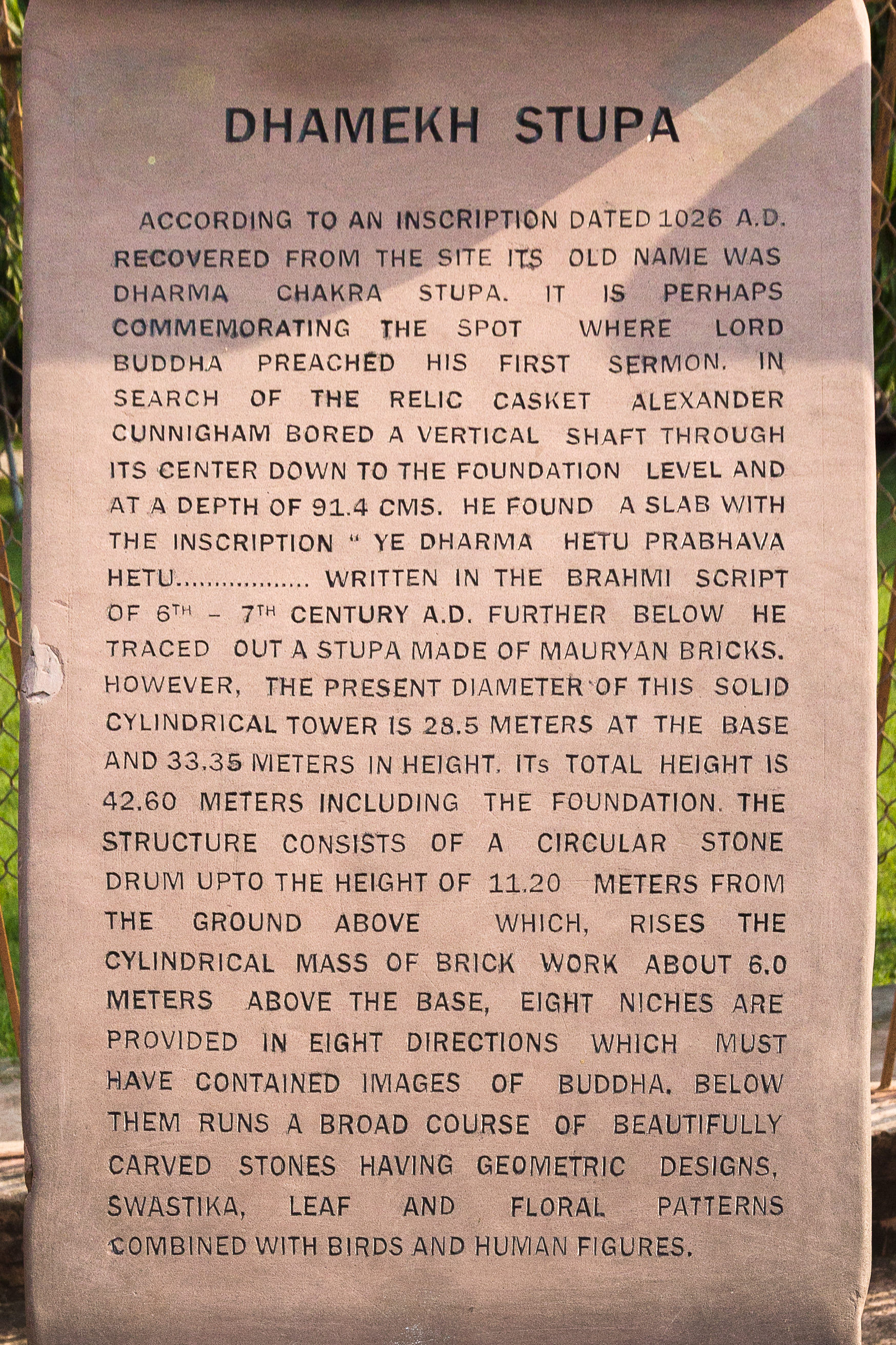
Historia de la estupa en piedra
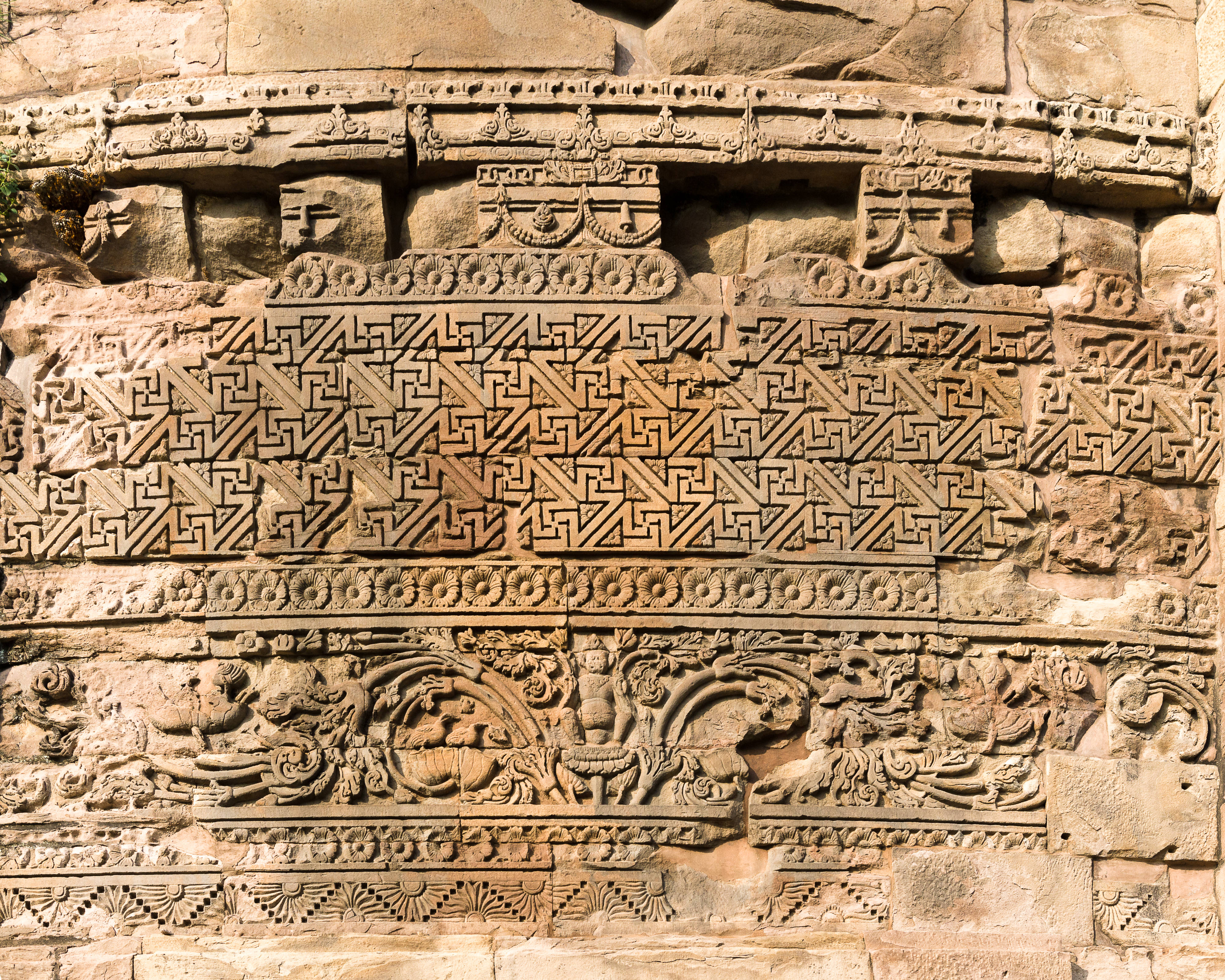
Detalle del muro
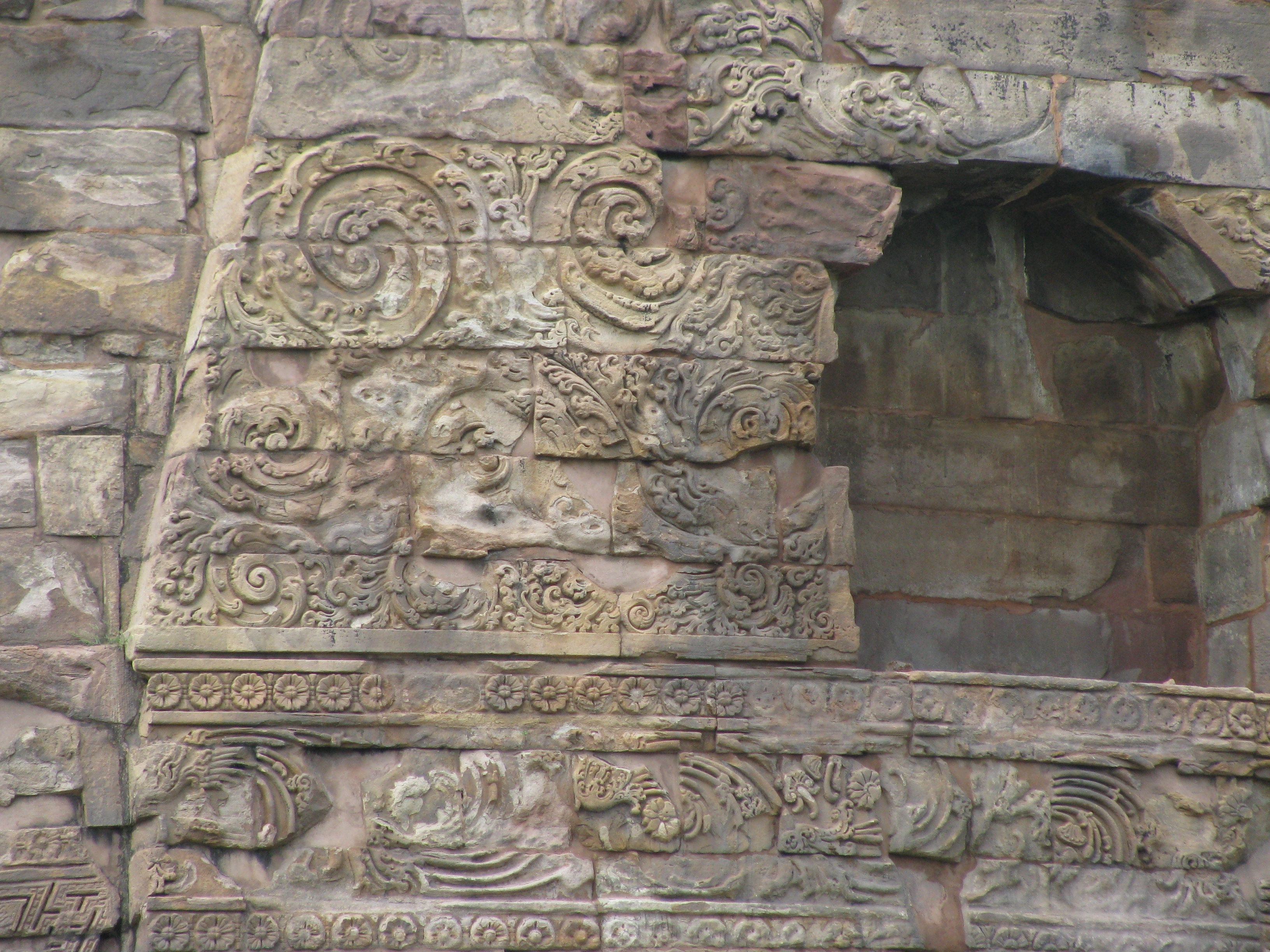
Detalle del muro
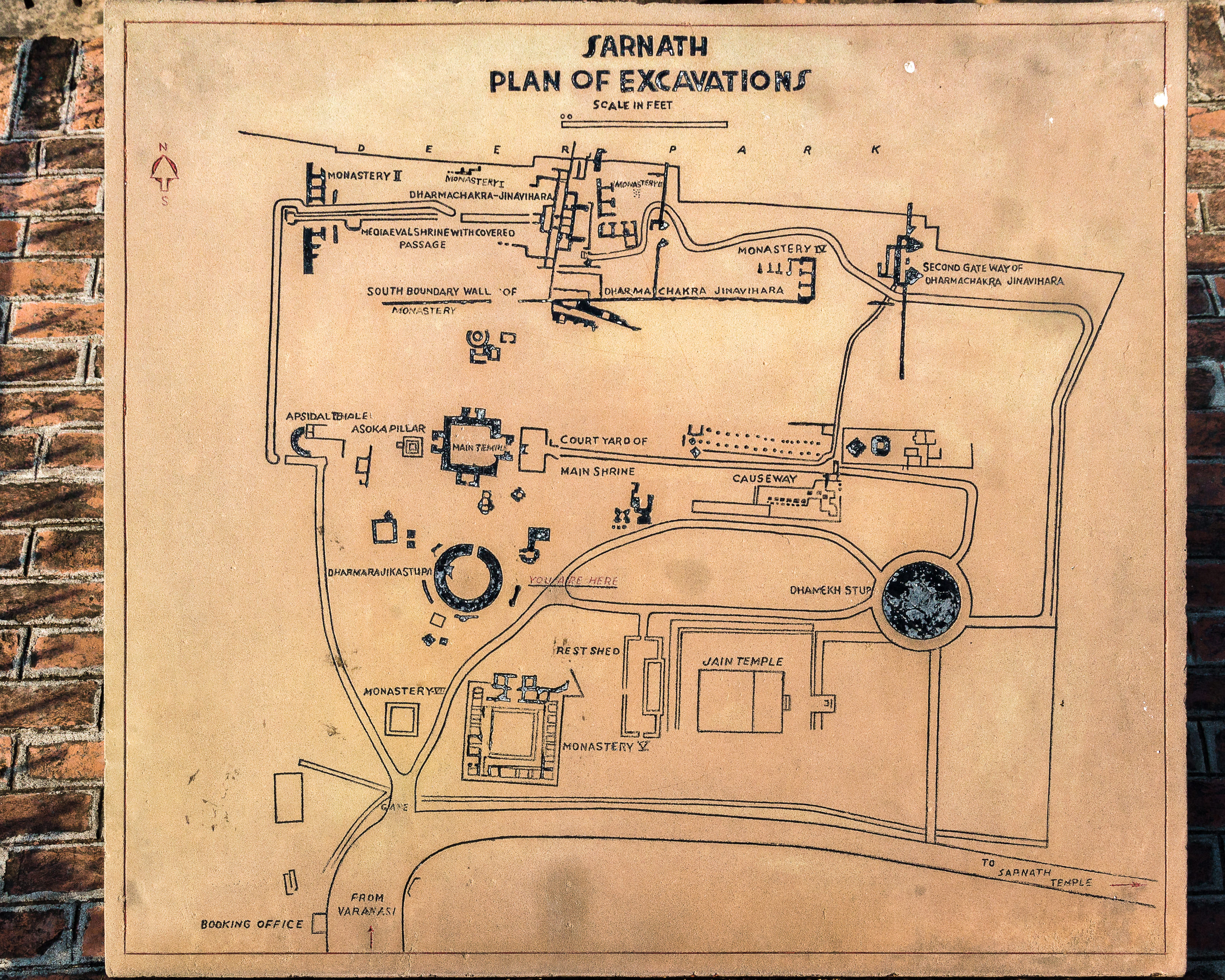
Sarnath - Plano de las excavaciones